# آکناغبیور
آکناغبیور (به ارمنی: Ակնաղբյուր) روستایی است که در استان تاووش ارمنستان واقع شده‌است. آکناغبیور در 11 کیلومتری شمال ایجوان، مرکز استان تاووش واقع شده است.
Nerkin Agdan (از ؟ تا ۱۹۶۷) و Morut (از ۱۹۶۷ تا ۱۹۷۰)

## خصوصیات
آکناغبیور ۵۵۱ نفر جمعیت دارد و در ارتفاع ۶۵۰ متر بالاتر از سطح دریا قرار گرفته است.